# Відкритий чемпіонат Японії з тенісу 1984
Відкритий чемпіонат Японії з тенісу 1984  — тенісний турнір, що проходив на відкритих кортах з твердим покриттям у Токіо (Японія). Належав до Volvo Grand Prix 1984 і Світової чемпіонської серії Вірджинії Слімс 1984. Тривав з 8 жовтня до 14 жовтня 1984 року. Девід Пейт і Ліліан Дрешер здобули титул в одиночному розряді.

## Фінальна частина

### Одиночний розряд, чоловіки
Девід Пейт —  Террі Мур 6–3, 7–5
- Для Пейта це був 1-й титул у кар'єрі.

### Одиночний розряд, жінки
Ліліан Дрешер —  Шон Фолтс 6–4, 6–2
- Для Дрешер це був єдиний титул у кар'єрі.

### Парний розряд, чоловіки
Девід Доулен /  Ндука Одізор —  Mark Dickson /  Стів Мейстер 6–7, 6–4, 6–3
- Для Доулена це був 2-й титул за сезон і 3-й за кар'єру. Для Одізора це був 2-й титул за сезон і 5-й — за кар'єру.

### Парний розряд, жінки
Бетсі Нагелсен /  Кенді Рейнолдс —  Emilse Raponi-Longo /  Адріана Віллагран-Reami 6–3, 6–2 
- Для Нагелсен це був 3-й титул за сезон і 14-й — за кар'єру. Для Рейнолдс це був 3-й титул за сезон і 20-й — за кар'єру.